# Dębina (Sieradz)
Pour les articles homonymes, voir Dębina.
Dębina est une localité polonaise de la gmina et du powiat de Sieradz en voïvodie de Łódź.